# Cardiocondyla mauritanica
Cardiocondyla mauritanica es una especie de hormiga del género Cardiocondyla, tribu Crematogastrini, familia Formicidae. Fue descrita científicamente por Forel en 1890.
Se distribuye por islas Canarias, Egipto, Libia, Macaronesia, Mauricio, Marruecos, Túnez, Ecuador, Granada, México, Puerto Rico, Estados Unidos, Afganistán, India, Indonesia, Irán, Irak, Israel, Jordania, Omán, Pakistán, Arabia Saudita, Turquía, Emiratos Árabes Unidos, Yemén, Grecia, Malta, Portugal, Rusia, España y Ucrania. Se ha encontrado a elevaciones de hasta 2480 metros. Habita en la vegetación ribereña, parques y jardines.